# Child of Glass
Es el Albumn debut de Blutengel donde Chris Pohl canta junto con Nina Bendigkeit y Katie Roloff

## Lista de canciones
1. "Introduction"– 1:16
2. "Beauty of Suffering"– 6:11
3. "Goddess of Lies"– 7:38
4. "Weg zu Mir"– 6:39
5. "Das Blut der Ewigkeit"– 4:52
6. "My Time"– 5:25
7. "Desire"– 3:03
8. "Du tanzt"– 5:48
9. "Leave the World"– 5:53
10. "No God"– 7:12
11. "Warriors of Destiny"– 6:58
12. "Suicide"– 5:54
13. "Demon of Temptation"– 4:48
14. "Footworship"– 2:22

## Info
- Todas las canciones fueron escritas y producidas por Christian "Chris" Pohl
- Voces masculinas por Chris Pohl
- Voces femeninas en el track 4, "Weg Zu Mir", Kati Roloff
- Letra y voces femeninas en el track 7, "Desire", por Nina Bendigkeit
- Letra y voces femeninas en el track 12, "Suicide", por Nina Bendigkeit
- Voces femeninas en el track 14, "Footworship", por Kati Roloff y Nina Bendigkeit

"Love" es una canción que no salió en este disco, pero fue lanzada en la compilación "Awake The Machines Vol.2" en las sesiones de grabado en 1998. Fue escrita e interpretada por Nina Bendigkeit
Nina Bendigkeit dejó la banda después del lanzamiento para convertirse en fotógrafa. fue reemplazada por Gini Martin en 2001
- Datos: Q3674608